# William Lucking
William Lucking (Vicksburg (Michigan), 17 juni 1941 - Las Vegas (Nevada), 18 oktober 2021) was een Amerikaans acteur, vooral bekend geworden als Col. Lynch uit The A-Team. Hij speelde Lynch alleen gedurende het eerste seizoen (dat uit 14 afleveringen bestaat) en dat alleen in de pilot en de aflevering One More Time. In seizoen 3 verscheen hij nog eenmaal in de aflevering Showdown!.
Lucking debuteerde eind jaren 60 in een aflevering van Ironside. Hij speelde mee in meer dan 140 producties, maar hield zich voornamelijk bezig met tv-werk, hoewel hij ook rolletjes vertolkte in films als Erin Brockovich, The River Wild en Red Dragon.
Lucking stierf in zijn huis in Las Vegas op 18 oktober 2021 op 80-jarige leeftijd. Zijn dood werd pas op 3 november aangekondigd.

## Filmografie
- Ironside (televisieserie) – Thomas Flagg (afl. "Force of Arms", 1968)
- Mission: Impossible (televisieserie) – Corporal Stohlman (afl. "The Mercenaries", 1968, niet op aftiteling)
- Lancer (televisieserie) – Crocker Cooper (afl. "Juniper's Camp", 1969)
- Here Come the Brides (televisieserie) – rol onbekend (afl. "His Sister's Keeper", 1969)
- The Virginian (televisieserie) – Sam Evans (afl. "The Sins of the Fathers", 1970)
- Hell's Belles (1970) – Gippo
- The Partridge Family (televisieserie) – Sweeney (afl. "But the Memory Lingers On", 1970)
- The High Chaparral (televisieserie) – Gait (afl. "A Matter of Vengeance", 1970)
- Bonanza (televisieserie) – Gabe Leroy (afl. "The Impostors", 1970)
- The Name of the Game (televisieserie) – Gruber (afl. "A Sister from Napoli", 1971)
- Wild Rovers (1971) – Ruff Yost
- The Todd Killings (1971) – rol onbekend
- Ellery Queen: Don't Look Behind You (televisiefilm, 1971) – Lt. Summers
- The Magnificent Seven Ride! (1972) – Walt Drummond
- Kung Fu (televisieserie) – Quade (afl. "The Stone", 1973)
- Oklahoma Crude (1973) – Marion
- Blood Sport (televisiefilm, 1973) – Dennis Birdsong
- Hog Wild (televisiefilm, 1974, onderdeel van de anthologieserie Disneyland) – Vern
- Chopper One (televisieserie) – rol onbekend (afl. "Ambush", 1974)
- Gunsmoke (televisieserie) – Esau Wakefield (afl. "Matt Dillon Must Die!", 1974)
- The Rookies (televisieserie) – Ed Kelch (afl. "Key Witness", 1974)
- The Crazy World of Julius Vrooder (1974) – Harmer
- Mannix (televisieserie) – rol onbekend (afl. "Desert Sun", 1974)
- Judgment: The Court Martial of Lieutenant William Calley (televisiefilm, 1975) – rol onbekend
- S.W.A.T. (televisieserie) – Ray West (afl. "The Killing Ground", 1975)
- Force Five (televisiefilm, 1975) – Vic Bauer
- Doc Savage: The Man of Bronze (1975) – Col. John 'Renny' Renwick
- Police Woman (televisieserie) – Charlie Lightfoot (afl. "Blaze of Glory", 1975)
- The Rockford Files (televisieserie) – politieagent Pete Kolodny (afl. "Pastoria Prime Pick", 1975)
- The Waltons (televisieserie) – Bill Cobbs (afl. "The Intruders", 1975)
- Mallory: Circumstantial Evidence (televisiefilm, 1976) – George
- Birch Interval (1976) – Charlie
- The Return of a Man Called Horse (1976) – Tom Gryce
- Barnaby Jones (televisieserie) – Nick Harding (afl. "Final Ransom", 1976)
- Baa Baa Black Sheep (televisieserie) – rol onbekend (afl. "New Georgia on My Mind", 1976)
- Delvecchio (televisieserie) – rol onbekend (afl. "One Little Indian", 1977)
- Danger in Paradise (televisiefilm, 1977) – Oscar
- The San Pedro Burns (televisiefilm, 1977) – Turk
- Westside Medical (televisieserie) – Red Kern (afl. "Risks", 1977)
- Big Hawaii (televisieserie) – Oscar Kalahani (afl. onbekend, 1977)
- Dr. Scorpion (televisiefilm, 1978) – Whitey Ullman
- The Incredible Hulk (televisieserie) – verschillende rollen (2 afl., 1978/1980)
- Happily Ever After (televisiefilm, 1978) – Lewis Gordon
- 10 (1979) – politieman
- Hart to Hart (televisieserie) – Vince (afl. "Jonathan Hart Jr.", 1979)
- The French Atlantic Affair (miniserie, 1979) – Don Crawford
- Captain America II: Death Too Soon (televisiefilm, 1979) – Stader
- Power (televisiefilm, 1980) – Sham Murphy
- The Mountain Men (1980) – Jim Walter
- The Ninth Configuration (1980) – snelwegagent
- Coast to Coast (1980) – Jules
- The Last Song (televisiefilm, 1980) – rechercheur Colin
- Vega$ (televisieserie) – verschillende rollen (2 afl., 1980/1981)
- Lou Grant (televisieserie) – Paul Geyer (afl. "Campesinos", 1981)
- Stripes (1981) – rekruteerder
- CHiPs (televisieserie) – Gil (afl. "Moonlight", 1981)
- Days of Our Lives (televisieserie) – Harry Chaney (afl. onbekend, 1981)
- Shannon (televisieserie) – Det. Norm White (afl. onbekend, 1981–1982)
- The Greatest American Hero (televisieserie) – Robert Alan Kline (afl. "It's All Downhill from Here", 1982)
- M*A*S*H (televisieserie) – Urbancic (afl. "Sons and Bowlers", 1982)
- Voyagers! (televisieserie) – Babe Ruth (afl. "Cleo and the Babe", 1982)
- The Blue and the Gray (miniserie, 1982) – Capt. Potts
- Tales of the Gold Monkey (televisieserie) – Gandy Dancer (afl. "Honor Thy Brother" en "Legends Are Forever", 1982)
- Knight Rider (televisieserie) – Redmond (afl. "A Plush Ride", 1982)
- Newhart (televisieserie) – Corrections Officer (afl. "Ricky Nelson, Up Your Nose", 1983)
- M.A.D.D.: Mothers Against Drunk Drivers (televisiefilm, 1983) – Officer McKnight
- Magnum, P.I. (televisieserie) – Sam Houston Hunter (afl. "Two Birds of a Feather", 1983)
- T.J. Hooker (televisieserie) – Jack Clayton (afl. "The Return", 1983)
- Simon & Simon (televisieserie) – verschillende rollen (2 afl., 1983/1985)
- Bay City Blues (televisieserie) – rol onbekend (afl. "I Never Swung with My Father", 1983)
- The A-Team (televisieserie) – Army Col. Lynch (afl. "Mexican Slayride: Part 1 & 2", 1983, "One More Time", 1983, en "Showdown!", 1984)
- Jessie (televisiefilm, 1984) – Sergeant Mac McClellan
- Matt Houston (televisieserie) – Roy (afl. "The Monster", 1984)
- Jessie (televisieserie) – Sergeant Mac McClellan (afl. onbekend, 1984)
- A Death in California (televisiefilm, 1985) – Dan Ward
- J.O.E. and the Colonel (televisiefilm, 1985) – Colonel H.C. 'Hard Core' Fleming
- Kung Fu: The Movie (televisiefilm, 1986) – Wyatt
- That Secret Sunday (televisiefilm, 1986) – rechercheur Bernie Hodges
- Murder, She Wrote (televisieserie) – verschillende rollen (5 afl., 1986, 1989–1991, 1993)
- Outlaws (televisieserie) – Harland Pike (12 afl., 1986–1987)
- Napoleon and Josephine: A Love Story (miniserie, 1987) – Sgt. Dupont
- Ladykillers (televisiefilm, 1988) – kapitein Bucholtz
- Naked Lie (televisiefilm, 1989) – Webster
- The Forgotten (televisiefilm, 1989) – Colonel Jack Westford
- Hunter (televisieserie) – Police Lt. Jack Chance (afl. "Last Run", 1989)
- A Brand New Life (televisieserie) – Bud McCray (afl. "Private School", 1989)
- False Identity (1990) – rol onbekend
- Parker Kane (televisiefilm, 1990) – Chuck Dumby
- Sparks: The Price of Passion (televisiefilm, 1990) – Cam Wilson
- In the Heat of the Night (televisieserie) – George Mastin (afl. "Quick Fix", 1990)
- Columbo: Columbo Goes to College (televisiefilm, 1990) – Dominic Doyle
- Hell Hath No Fury (televisiefilm, 1991) – rol onbekend
- The Young Riders (televisieserie) – rol onbekend (afl. "The Blood of Others", 1991)
- Babe Ruth (televisiefilm, 1991) – Brother Matthias
- Silk Stalkings (televisieserie) – John Stonewell (afl. "The Sock Drawer", 1992)
- Duplicates (televisiefilm, 1992) – rol onbekend
- Extreme Justice (1993) – Cusak
- Poisoned by Love: The Kern County Murders (televisiefilm, 1993) – rechercheur Sandy Harris
- Rescue Me (1993) – Kurt
- Renegade (televisieserie) – verschillende rollen (2 afl., 1994/1995)
- The Man Who Wouldn't Die (televisiefilm, 1994) – kapitein (niet op aftiteling)
- The River Wild (1994) – Frank
- Sleepstalker (1995) – Bronson Worth
- A Father for Charlie (televisiefilm, 1995) – Argus
- Vanishing Son (televisieserie) – Charlie Garbett (afl. "Sweet Sixteen", 1995)
- NYPD Blue (televisieserie) – Chief Sam Burns (afl. "Travels with Andy", 1995)
- The Marshal (televisieserie) – sheriff Junkins (afl. "Natural Law", 1995)
- Land's End (televisieserie) – Otto Preminger (afl. "What Are Friends for", 1995)
- Star Trek: Deep Space Nine (televisieserie) – Furel (afl. "Shakaar", 1995, "The Darkness and the Light", 1997, en "Ties of Blood and Water", 1997)
- Walker, Texas Ranger (televisieserie) – Capt. Shankley (afl. "Break-In", 1996)
- Pacific Blue (televisieserie) – kapitein Larson (afl. "Out of the Past", 1996)
- Her Last Chance (televisiefilm, 1996) – rol onbekend
- The X-Files (televisieserie) – Roky Crikenson (afl. "Jose Chung's 'From Outer Space'", 1996)
- The Lazarus Man (televisieserie) – rol onbekend (afl. "Jehovah and Son, Inc.", 1996)
- ER (televisieserie) – Kenny Brannigan (afl. "John Carter, M.D.", 1996)
- The Trigger Effect (1996) – apotheker
- JAG (televisieserie) – verschillende rollen (2 afl., 1996/2000)
- The Rich Man's Wife (1996) – rechercheur (niet op aftiteling)
- The Pretender (televisieserie) – Lt. Chomsky (afl. "Potato Head Blues", 1997)
- Millennium (televisieserie) – rechercheur Thomas (afl. "Loin Like a Hunting Flame", 1997)
- Mike Hammer, Private Eye (televisieserie) – Ilyich Bucarin (afl. "Prodigal Son", 1997)
- Judas Kiss (1998) – Wally
- Pensacola: Wings of Gold (televisieserie) – Mr. Willis (afl. "Stand Down", 1998)
- Profiler (televisieserie) – Gibson (afl. "Do the Right Thing", 1998)
- Martial Law (televisieserie) – Patrick Rafferty (afl. "Trifecta", 1999)
- The Limey (1999) – voorman pakhuis
- The Last Best Sunday (1999) – sheriff Weaks
- The West Wing (televisieserie) – Bobby Russo (afl. "The State Dinner", 1999)
- Erin Brockovich (2000) – Bob Linwood
- K-PAX (2001) – sheriff
- Red Dragon (2002) – Byron Metcalf
- The Rundown (2003) – Walker
- Line of Fire (televisieserie) – Clyde Parker (afl. "Undercover Angel", 2003)
- The Divsion (televisieserie) – Gus Evans (afl. "Book of Memories", 2004)
- Star Trek: Enterprise (televisieserie) – Harrad-Sar (afl. "Bound", 2005)
- The World's Fastest Indian (2005) – Rolly
- Night Stalker (televisieserie) – Gorn (afl. "Burning Man", 2005)
- Commander in Chief (televisieserie) – Harry McHenry (afl. "Happy Birthday, Madam President", 2006)
- Cold Case (televisieserie) – Tom McCree (afl. "Forever Blue", 2006)
- Slipstream (2007) – rol onbekend
- Smith (televisieserie) – Big Art Johnson (afl. "Three", 2006, en "Four", 2007)
- Hustle (televisieserie) – Harry Doyle (episode 4.6, 2007)
- Sons of Anarchy (televisieserie) – Piermont 'Piney' Winston (2008–2011)

- Biblioteca Nacional de España: XX4905044
- Bibliothèque nationale de France: cb14200913w (data)
- International Standard Name Identifier: 0000 0000 0142 4412
- Library of Congress Control Number: no2014022414
- Virtual International Authority File: 74062646
- WorldCat: E39PBJwmVkF8HjxK3jmhBtKPQq